# Götaplatsen

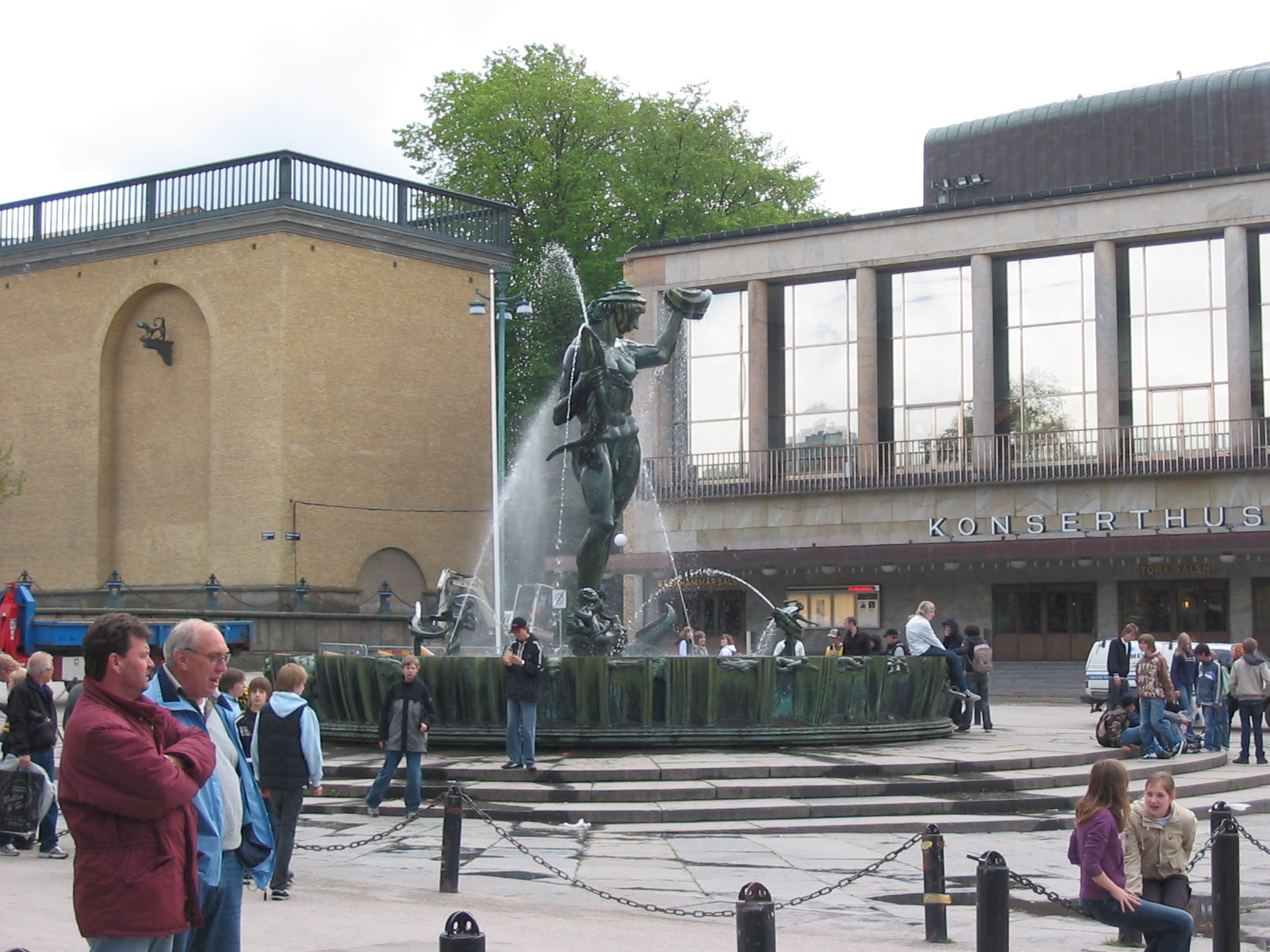
Götaplatsen

Götaplatsen is een groot plein aan het eind van Avenyn, in Göteborg, Zweden. In het midden van het plein staat een standbeeld van Poseidon, gemaakt door Carl Milles, dat, in combinatie met het kunstmuseum daarachter, vaak wordt gebruikt als symbool van de stad Göteborg. Verder liggen ook de stadsbibliotheek, het concertgebouw, de kunsthallen en een theater aan dit plein. 